# Lisa von Lübeck
Le Lisa von Lübeck  est une réplique d'une Caravelle de la Ligue hanséatique du XVe siècle appartenant au musée portuaire de Lübeck.

## Histoire
Ce navire est une reconstitution authentique d'une caravelle de l'époque de la Hanse. Un moteur diesel supplée à la navigation à la voile qui manque de performance.

La caravelle a été lancée en mars 2004 et son voyage inaugural a été effectuée en avril 2005. En 2006 elle effectue un voyage vers Dantzig (ancienne ville hanséatique) en faisant escale à Stralsund et Kołobrzeg en Pologne. Elle a participé à quelques évènements maritimes comme la semaine de Kiel en 2005 et la Hanse Sail de Rostock en 2012.

En 2013 elle entre en collision avec le roulier MV Transpaper vers Travemünde et perd son beaupré.